# Peter Vedel

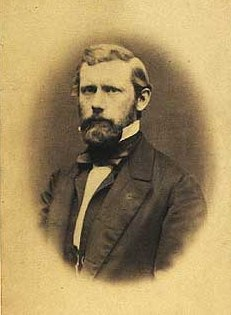
Peter Vedel.

Peter August Frederik Stoud Vedel, född den 10 december 1823 i Köpenhamn, död den 10 februari 1911, var en dansk diplomat och historiker. Han var far till Valdemar Vedel.
Vedel blev juris kandidat 1846, bedrev grundliga juridiska studier i Berlin, Paris och London och biträdde 1850 danska sändebudet i London, greve Frederik Ditlev Reventlow, vid de viktiga förhandlingarna om det tronföljden i Danmark reglerande Londonprotokollet. 
Han blev  1851 lektor och samma år professor vid juridiska fakulteten vid Köpenhamns universitet. Han inträdde 1858 i utrikesministeriets tjänst som geheimelegationsråd och chef för ministeriets "första departement", vilket handlade de slesvig-holsteinska frågorna. 
Vedel var ingen obetingad anhängare av Eiderpolitiken, men stod dock sin chef Hall relativt nära i politisk uppfattning och var genom sin grundliga sakkunskap ovärderlig för ministeriet vid de invecklade förhandlingarna i slesvig-holsteinska frågan. 
Han blev 1864 direktör i utrikesministeriet och sökte under Londonkonferensen förgäves göra sitt inflytande gällande för att genom tillräckliga eftergifter förebygga krigets återuppblossande. 
Vedel bibehöll även efter fredsslutet 1864 sin inflytelserika ställning i utrikesministeriet och bidrog bland annat 1870 väsentligt att avvärja alla planer på danskt deltagande i fransk-tyska kriget. 
År 1897 erbjöds honom utrikesministerposten vid tillkomsten av ministären Hørring, men han avböjde på grund av sin höga ålder, och 1899 lämnade han direktörssysslan i utrikesministeriet. Vedel blev juris hedersdoktor 1879. 
Han utgav En brevvexling mellem grev J. H. E. Bernstorff og hertugen af Choiseul 1758-66 (1871) och Correspondance ministérielle du comte J. H. E. Bernstorff 1751-70 (1882), vartill sluter sig en historisk framställning af Den ældre grev Bernstorffs ministerium (samma år) 
Till "Historisk Tidsskrift" lämnade han teckningar av två danska diplomater i von Ostens Gesandtskaber (1870) och Grev Lynar (1874). Dessutom utgav han rikliga bidrag till Monrads Levned (i "Tilskueren", 1904-05).